# Puente rodante

Animación del puente.

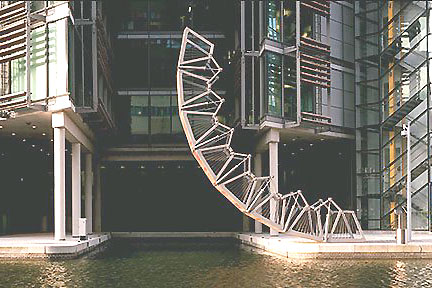
The Rolling Bridge.

Un puente rodante es un tipo de puente móvil de uso peatonal y del que sólo hay un ejemplar en el mundo, The Rolling Bridge, creado en 2004 en Londres, Reino Unido.
El puente permite el tráfico de las embarcaciones por el Canal Grand Union cuando se enrolla, y el paso de peatones cuando está extendido.